# Giải bóng đá U-19 Quốc gia 2016
Giải bóng đá U-19 Quốc gia 2016 là mùa giải thứ 11 do VFF tổ chức. Giải đấu này diễn ra theo hai giai đoạn, vòng loại sẽ khởi tranh từ ngày 11/1/2016 và kết thúc vào ngày 9/3/2016. Vòng chung kết diễn ra từ 18/3 đến ngày 27/3/2016.

## Các đội bóng tham gia
21 đội bóng chia thành 3 bảng đấu:
- Bảng A: do Trung tâm thể thao Viettel đăng cai gồm các đội: Công an Nhân dân, Hà Nội T&T, FLC Thanh Hóa, Nam Định, Viettel, Sông Lam Nghệ An, Thừa Thiên Huế.
- Bảng B: do Sở Văn hóa Thể thao và Du lịch Khánh Hòa đăng cai gồm các đội: Khánh Hoà, SHB Đà Nẵng, QNK Quảng Nam, Quảng Ngãi, Bình Định, Lâm Đồng, Thái Bình.
- Bảng C: do Quỹ đầu tư và Phát triển bóng đá Việt Nam (PVF) đăng cai gồm các đội: PVF, Becamex Bình Dương, Tây Ninh, Thành phố Hồ Chí Minh, Long An, An Giang, Đồng Tháp.

## Điều lệ
Độ tuổi các cầu thủ tham gia có ngày sinh nằm trong khoảng thời gian từ ngày 1 tháng 1 năm 1997 tới ngày 1 tháng 1 năm 2000.
Các Đội bóng thi đấu vòng tròn hai lượt (lượt đi - lượt về) tại địa phương đăng cai, tính điểm xếp hạng tại mỗi bảng, chọn 03 đội xếp thứ nhất, 03 đội xếp thứ nhì ở mỗi bảng và 02 đội xếp thứ ba có thành tích tốt nhất vào Vòng chung kết.
Vòng chung kết sẽ là cuộc đua tài của 08 đội bóng được chia thành hai nhóm A và B, có 4 đội ở mỗi nhóm thi đấu vòng tròn một lượt, chọn 2 đội đứng đấu mỗi nhóm vào thi đấu Bán kết. Hai đội thua bán kết đồng xếp hạng ba, hai đội thắng bán kết sẽ thi đấu trận chung kết chọn đội vô địch.

## Thời gian thi đấu
- Vòng loại:
  - Lượt đi: từ ngày 11/1 - 26/1/2016
  - Lượt về: từ ngày 23/2 - 2/3/2016
- Vòng chung kết:
  - Thời gian: Từ ngày 18 - 27/3/2016.

## Vòng loại

### Bảng A
Tất cả các trận đấu đều diễn ra trên sân của Trung tâm thể thao Viettel.
| Ngày       | Giờ   | Sân | Đội 1            |   | Đội 2            | Lượt đi | Lượt về |
| 23/02/2016 | 15h00 | 1   | Viettel          | - | Công an Nhân dân | 5-1     | 1-0     |
| 23/02/2016 | 13h30 | 2   | Sông Lam Nghệ An | - | Hà Nội T&T       | 3-3     | 1-2     |
| 23/02/2016 | 15h30 | 2   | Nam Định         | - | FLC Thanh Hoá    | 1-2     | 0-0     |
| 25/02/2016 | 15h00 | 1   | Hà Nội T&T       | - | Viettel          | 1-0     | 0-1     |
| 25/02/2016 | 13h30 | 2   | Sông Lam Nghệ An | - | Công an Nhân dân | 1-2     | 1-3     |
| 25/02/2016 | 15h30 | 2   | FLC Thanh Hoá    | - | Thừa Thiên Huế   | 0-1     | 4-3     |
| 28/02/2016 | 15h00 | 1   | Viettel          | - | Sông Lam Nghệ An | 1-1     | 2-1     |
| 28/02/2016 | 13h30 | 2   | Công an Nhân dân | - | Hà Nội T&T       | 0-2     | 0-1     |
| 28/02/2016 | 15h30 | 2   | Thừa Thiên Huế   | - | Nam Định         | 3-3     | 0-1     |
| 01/03/2016 | 15h00 | 1   | Hà Nội T&T       | - | Viettel          | 0-4     | 1-4     |
| 01/03/2016 | 13h30 | 2   | Sông Lam Nghệ An | - | Công an Nhân dân | 1-1     | 4-2     |
| 01/03/2016 | 15h30 | 2   | FLC Thanh Hoá    | - | Thừa Thiên Huế   | 1-0     | 1-1     |
| 04/03/2016 | 15h00 | 1   | Viettel          | - | Công an Nhân dân | 0-1     | 1-3     |
| 04/03/2016 | 13h30 | 2   | Sông Lam Nghệ An | - | Hà Nội T&T       | 0-0     | 0-0     |
| 04/03/2016 | 15h30 | 2   | Nam Định         | - | FLC Thanh Hoá    | 3-1     | 2-0     |
| 06/03/2016 | 15h00 | 1   | Hà Nội T&T       | - | Viettel          | 1-4     | 1-1     |
| 06/03/2016 | 13h30 | 2   | Nam Định         | - | Sông Lam Nghệ An | 1-3     | 2-1     |
| 06/03/2016 | 15h30 | 2   | FLC Thanh Hoá    | - | Hà Nội T&T       | 1-1     | 1-2     |
| 09/03/2016 | 15h00 | 1   | Viettel          | - | FLC Thanh Hoá    | 1-1     | 5-0     |
| 09/03/2016 | 13h30 | 2   | Công an Nhân dân | - | Nam Định         | 0-0     | 1-0     |
| 09/03/2016 | 15h30 | 2   | Hà Nội T&T       | - | Thừa Thiên Huế   | 3-0     | 4-2     |

| Thứ tự | Đội              | Trận | Thắng | Hòa | Thua | Bàn thắng | Bàn thua | Hiệu số | Điểm |
| 1      | Hà Nội T&T       | 12   | 9     | 2   | 1    | 24        | `10      | 14      | 29   |
| 2      | Viettel          | 12   | 8     | 3   | 1    | 29        | 8        | 21      | 27   |
| 3      | FLC Thanh Hóa    | 12   | 3     | 6   | 3    | 14        | 17       | -3      | 15   |
| 4      | Thừa Thiên Huế   | 12   | 4     | 3   | 5    | 17        | 22       | -5      | 15   |
| 5      | Công An Nhân dân | 12   | 3     | 2   | 7    | 11        | 20       | -9      | 11   |
| 6      | Nam Định         | 12   | 2     | 3   | 7    | 10        | 23       | -13     | 9    |
| 7      | Sông Lam Nghệ An | 12   | 1     | 5   | 6    | 13        | 18       | -5      | 8    |

### Bảng B
Tất cả các trận đấu đều diễn ra trên sân vận động 19 tháng 8 tại Thành phố Nha Trang.
| Ngày       | Giờ   | Sân        | Đội 1              |   | Đội 2              | Lượt đi | Lượt về |
| 23/02/2016 | 14h30 | 19 tháng 8 | Bình Định          | - | Sanatech Khánh Hòa | 1-3     | 2-0     |
| 23/02/2016 | 16h30 | 19 tháng 8 | SHB Đà Nẵng        | - | QNK Quảng Nam      | 0-1     | 1-0     |
| 23/02/2016 | 18h30 | 19 tháng 8 | Lâm Đồng           | - | Quảng Ngãi         | 0-0     | 1-2     |
| 25/02/2016 | 14h30 | 19 tháng 8 | Bình Định          | - | QNK Quảng Nam      | 1-1     | 1-2     |
| 25/02/2016 | 16h30 | 19 tháng 8 | Sanatech Khánh Hòa | - | SHB Đà Nẵng        | 1-0     | 1-0     |
| 25/02/2016 | 18h30 | 19 tháng 8 | Thái Bình          | - | Lâm Đồng           | 1-3     | 3-1     |
| 28/02/2016 | 14h30 | 19 tháng 8 | QNK Quảng Nam      | - | Sanatech Khánh Hòa | 0-0     | 1-0     |
| 28/02/2016 | 16h30 | 19 tháng 8 | SHB Đà Nẵng        | - | Bình Định          | 1-2     | 4-2     |
| 28/02/2016 | 18h30 | 19 tháng 8 | Quảng Ngãi         | - | Thái Bình          | 2-1     | 1-2     |
| 01/03/2016 | 14h30 | 19 tháng 8 | Sanatech Khánh Hòa | - | Quảng Ngãi         | 4-0     | 5-1     |
| 01/03/2016 | 16h30 | 19 tháng 8 | Bình Định          | - | Lâm Đồng           | 2-0     | 2-1     |
| 01/03/2016 | 18h30 | 19 tháng 8 | QNK Quảng Nam      | - | Thái Bình          | 3-0     | 2-1     |
| 04/03/2016 | 14h30 | 19 tháng 8 | Thái Bình          | - | Bình Định          | 0-0     | 0-1     |
| 04/03/2016 | 16h30 | 19 tháng 8 | Lâm Đồng           | - | QNK Quảng Nam      | 0-1     | 1-3     |
| 04/03/2016 | 18h30 | 19 tháng 8 | Quảng Ngãi         | - | SHB Đà Nẵng        | 1-2     | 0-1     |
| 06/03/2016 | 14h30 | 19 tháng 8 | Sanatech Khánh Hòa | - | Thái Bình          | 2-0     | 0-1     |
| 06/03/2016 | 16h30 | 19 tháng 8 | QNK Quảng Nam      | - | Quảng Ngãi         | 1-5     | 1-2     |
| 06/03/2016 | 18h30 | 19 tháng 8 | SHB Đà Nẵng        | - | Lâm Đồng           | 0-4     | 1-1     |
| 09/03/2016 | 14h30 | 19 tháng 8 | Quảng Ngãi         | - | Bình Định          | 0-0     | 0-1     |
| 09/03/2016 | 16h30 | 19 tháng 8 | Thái Bình          | - | SHB Đà Nẵng        | 4-0     | 2-0     |
| 09/03/2016 | 18h30 | 19 tháng 8 | Lâm Đồng           | - | Sanatech Khánh Hòa | 0-2     | 0-1     |

| Thứ tự | Đội                | Trận | Thắng | Hòa | Thua | Bàn thắng | Bàn thua | Hiệu số | Điểm |
| 1      | Sanatech Khánh Hòa | 12   | 9     | 1   | 2    | 22        | 5        | +17     | 28   |
| 2      | QNK Quảng Nam      | 12   | 7     | 1   | 4    | 16        | 13       | +3      | 22   |
| 3      | Bình Định          | 12   | 6     | 2   | 4    | 13        | 13       | 0       | 20   |
| 4      | Thái Bình          | 12   | 5     | 1   | 6    | 15        | 15       | 0       | 16   |
| 5      | Quảng Ngãi         | 12   | 4     | 2   | 6    | 14        | 19       | -5      | 14   |
| 6      | SHB Đà Nẵng        | 12   | 4     | 1   | 7    | 10        | 19       | -9      | 13   |
| 7      | Lâm Đồng           | 12   | 2     | 2   | 8    | 12        | 18       | -6      | 8    |

### Bảng C
Tất cả các trận đấu đều diễn ra trên các sân vận động của Quỹ Đầu tư và phát triển tài năng bóng đá Việt Nam tại Thành phố Hồ Chí Minh.
| Ngày       | Giờ   | Sân | Đội 1                 |   | Đội 2                 | Lượt đi | Lượt về |
| 23/02/2016 | 14h30 | 1   | Tây Ninh              | - | An Giang              | 1-2     | 0-7     |
| 23/02/2016 | 16h30 | 1   | Long An               | - | PVF                   | 1-4     | 0-7     |
| 23/02/2016 | 15h30 | 2   | Thành phố Hồ Chí Minh | - | Becamex Bình Dương    | 2-0     | 2-3     |
| 25/02/2016 | 14h30 | 1   | Đồng Tháp             | - | Thành phố Hồ Chí Minh | 1-1     | 2-1     |
| 25/02/2016 | 16h30 | 1   | PVF                   | - | Tây Ninh              | 11-0    | 4-0     |
| 25/02/2016 | 15h30 | 2   | Long An               | - | An Giang              | 3-2     | 2-5     |
| 28/02/2016 | 14h30 | 1   | Tây Ninh              | - | Long An               | 0-0     | 0-4     |
| 28/02/2016 | 16h30 | 1   | An Giang              | - | PVF                   | 1-2     | 1-3     |
| 28/02/2016 | 15h30 | 2   | Becamex Bình Dương    | - | Đồng Tháp             | 4-1     | 3-1     |
| 01/03/2016 | 14h30 | 1   | PVF                   | - | Becamex Bình Dương    | 2-2     | 4-0     |
| 01/03/2016 | 16h30 | 1   | Long An               | - | Thành phố Hồ Chí Minh | 1-0     | 1-3     |
| 01/03/2016 | 15h30 | 2   | An Giang              | - | Đồng Tháp             | 1-0     | 1-1     |
| 04/03/2016 | 14h30 | 1   | Thành phố Hồ Chí Minh | - | An Giang              | 1-1     | 1-3     |
| 04/03/2016 | 16h30 | 1   | Becamex Bình Dương    | - | Tây Ninh              | 5-1     | 10-0    |
| 04/03/2016 | 15h30 | 2   | Đồng Tháp             | - | An Giang              | 1-0     | 3-3     |
| 06/03/2016 | 14h30 | 1   | An Giang              | - | Becamex Bình Dương    | 0-4     | 3-2     |
| 06/03/2016 | 16h30 | 1   | PVF                   | - | Đồng Tháp             | 3-0     | 3-0     |
| 06/03/2016 | 15h30 | 2   | Tây Ninh              | - | Thành phố Hồ Chí Minh | 0-3     | 1-3     |
| 09/03/2016 | 14h30 | 1   | Đồng Tháp             | - | Tây Ninh              | 8-1     | 2-2     |
| 09/03/2016 | 16h30 | 1   | Thành phố Hồ Chí Minh | - | PVF                   | 0-2     | 0-0     |
| 09/03/2016 | 15h30 | 2   | Becamex Bình Dương    | - | Long An               | 6-2     | 3-0     |

| Thứ tự | Đội                   | Trận | Thắng | Hòa | Thua | Bàn thắng | Bàn thua | Hiệu số | Điểm |
| 1      | PVF                   | 12   | 10    | 2   | 0    | 45        | 5        | +40     | 32   |
| 2      | Becamex Bình Dương    | 12   | 8     | 1   | 3    | 42        | 18       | +24     | 25   |
| 3      | An Giang              | 12   | 6     | 2   | 4    | 27        | 20       | +7      | 20   |
| 4      | Thành phố Hồ Chí Minh | 12   | 4     | 3   | 5    | 17        | 15       | +2      | 15   |
| 5      | Đồng Tháp             | 12   | 3     | 4   | 5    | 20        | 23       | -3      | 13   |
| 6      | Long An               | 12   | 3     | 2   | 7    | 17        | 34       | -17     | 11   |
| 7      | Tây Ninh              | 12   | 0     | 2   | 10   | 6         | 59       | -53     | 2    |

## Vòng chung kết

### Thể thức thi đấu
8 đội bóng vượt qua vòng loại ở các bảng để có mặt tại VCK Viettel, Hà Nội T&T, Sanatech Khánh Hoà, QNK Quảng Nam, Bình Định, PVF, Becamex Bình Dương và An Giang sẽ bốc thăm chia thành 2 bảng A và B. Tại các bảng, các đội đá vòng tròn 1 lượt chọn hai đội nhất, nhì mỗi bảng vào bán kết. Hai đội thắng ở các trận bán kết sẽ giành vé vào chung kết. Trận chung kết diễn ra lúc 16h00 ngày 27/3. Đội vô địch nhận phần thưởng 80 triệu, á quân nhận 50 triệu và đội xếp hạng 3 nhận 30 triệu.
Thời gian và địa điểm tổ chức Vòng chung kết: Từ 17/3 - 27/3/2016 tại sân vận động 19 tháng 8 và sân trung tâm huấn luyện kỹ thuật thể thao Khánh Hoà, Thành phố Nha Trang, tỉnh Khánh Hoà. Để thu hút khán giả, tất cả các khán đài của sân vận động 19 tháng 8 (Nha Trang) sẽ mở cửa tự do. Riêng trận đấu khai mạc, 2 trận bán kết và chung kết BTC sẽ phân phối vé mời miễn phí để khán giả vào xem và tham dự xổ số trúng thưởng của Công ty Yến sào Khánh Hòa tổ chức ngay tại sân với nhiều phần quà có giá trị.

### Vòng bảng

#### Bảng A
Kết quả bốc thăm bảng A có các đội: Sanatech Khánh Hoà, Becamex Bình Dương, Hà Nội T&T và An Giang.
| 17 tháng 3 năm 2016 | U19 Sanatech Khánh Hoà | 0 - 0 | U19 Becamex Bình Dương | Sân vận động 19 tháng 8 |
| 16:10               |                        |       |                        |                         |

| 17 tháng 3 năm 2016 | U19 Hà Nội T&T                  | 3 - 0 | U19 An Giang | Sân vận động 19 tháng 8 |  |
| 18:15               | Tuấn Hải 15' 38' · Đình Bảo 79' |       |              |                         |  |

| 19 tháng 3 năm 2016 | U19 Hà Nội T&T          | 3 - 2 | U19 Becamex Bình Dương | Sân vận động 19 tháng 8 |  |
| 16:10               | Văn Tới 31' · 81' · 83' |       | 3' · Anh Tỷ 85'        |                         |  |

| 19 tháng 3 năm 2016 | U19 Sanatech Khánh Hoà | 2 - 2 | U19 An Giang | Sân vận động 19 tháng 8 |  |
| 18:15               | 29' · 59'              |       | 9' · 83'     |                         |  |

| 21 tháng 3 năm 2016 | U19 Sanatech Khánh Hoà    | 2-1 | U19 Hà Nội T&T | Sân vận động 19 tháng 8 |  |
| 16:10               | Duy Quân · Trọng Sứng 67' |     | }              |                         |  |

| 21 tháng 3 năm 2016 | U19 An Giang | 2-5 | U19 Becamex Bình Dương | Sân vận động 19 tháng 8 |
| 18:15               |              |     |                        |                         |

| Thứ tự | Đội                    | Trận | Thắng | Hòa | Thua | Bàn thắng | Bàn thua | Hiệu số | Điểm |
| 1      | U19 Hà Nội T&T         | 3    | 2     | 0   | 1    | 7         | 4        | +3      | 6    |
| 2      | U19 Sanatech Khánh Hoà | 3    | 1     | 2   | 0    | 4         | 3        | +1      | 5    |
| 3      | U19 Becamex Bình Dương | 3    | 1     | 1   | 1    | 7         | 5        | +2      | 4    |
| 4      | U19 An Giang           | 3    | 0     | 1   | 2    | 4         | 10       | -6      | 1    |

#### Bảng B
Bảng B gồm có các đội: Viettel, PVF, Bình Định và QNK Quảng Nam.
| 18 tháng 3 năm 2016 | U19 Viettel                                  | 3 - 0 | U19 PVF | Sân vận động 19 tháng 8 |  |
| 16:00               | Hoàng Đức 14' · Hoàng Minh 28' · Vũ Linh 80' |       |         |                         |  |

| 18 tháng 3 năm 2016 | U19 Bình Định       | 1 - 0 | U19 QNK Quảng Nam | Sân vận động 19 tháng 8 |  |
| 18:15               | Triệu Việt Hưng 75' |       |                   |                         |  |

| 20 tháng 3 năm 2016 | U19 Bình Định               | 2 - 5 | U19 PVF                                             | Sân vận động 19 tháng 8 |  |
| 16:00               | Triệu Việt Hưng 24' · 90+1' |       | Minh Dĩ 4' · Văn Điệp 6' 87' · Văn Xuân 57' · 90+2' |                         |  |

| 20 tháng 3 năm 2016 | U19 Viettel | 4 - 1 | U19 QNK Quảng Nam | Sân vận động 19 tháng 8 |
| 18:00               |             |       |                   |                         |

| 22 tháng 3 năm 2016 | U19 Viettel  | 1 - 1 | U19 Bình Định  | Sân vận động 19 tháng 8 |  |
| 16:00               | Tiến Anh 71' |       | Thanh Bình 33' |                         |  |

| 22 tháng 3 năm 2016 | U19 PVF | 5 - 1 | U19 QNK Quảng Nam | Sân vận động 19 tháng 8 |
| 18:00               |         |       |                   |                         |

| Thứ tự | Đội               | Trận | Thắng | Hòa | Thua | Bàn thắng | Bàn thua | Hiệu số | Điểm |
| 1      | U19 Viettel       | 3    | 2     | 1   | 0    | 8         | 2        | +6      | 7    |
| 2      | U19 PVF           | 3    | 2     | 0   | 1    | 10        | 6        | +4      | 6    |
| 3      | U19 Bình Định     | 3    | 1     | 1   | 1    | 4         | 6        | -2      | 4    |
| 4      | U19 QNK Quảng Nam | 3    | 0     | 1   | 0    | 2         | 10       | -8      | 1    |

### Vòng bán kết
| 24 tháng 3 năm 2016 | U19 Hà Nội T&T   | 0 - 0 (7–6 p) | U19 PVF | Sân vận động 19 tháng 8 |  |
| 16:00 | Đoàn Văn Hậu 61' | |         | Trọng tài: Đỗ Thành Đệ  |  |
| |                  | Loạt sút luân lưu |         |                         |  |
| Nguyễn Quang Hải (7) · Phùng Viết Trường (20) · Phạm Tuấn Hải (10) · Đặng Văn Tới (15) · Nguyễn Thành Chung (18) · Nguyễn Văn Vỹ (4) · Lê Văn Nam (19) · Đỗ Sỹ Huy (24) |                  | Đỗ Thanh Thịnh (22) · Lê Văn Xuân (20) · Hồ Minh Dĩ (11) · Bùi Tiến Dụng (8) · Phạm Văn Lộc (16) · Lê Văn Điệp (23) · Phạm Trọng Hóa (12) · Trương Văn Thái Quý (7) |         |                         |  |

| 25 tháng 3 năm 2016 | U19 Viettel | 5 - 0 | U19 Sannatech Khánh Hòa | Sân vận động 19 tháng 8    |  |
| 16:00               | Nguyễn Hoàng Đức 35' · Dương Văn Hào 55' · Nguyễn Đức Hoàng Minh 61' · Nguyễn Trọng Đại 81' · Trần Hoàng Sơn 83' |       |                         | Trọng tài: Khổng Tam Cường |  |

### Trận chung kết
| 27 tháng 3 năm 2016                                                                                            | U19 Hà Nội T&T     | 1-1 (5–4 p)                                                                                               | U19 Viettel                     | Sân vận động 19 tháng 8   |  |
| 16:00 | Phạm Tuấn Hải 74'' | | Nguyễn Đức Hoàng Minh (17) 41'' | Trọng tài: Dương Hữu Phúc |  |
| |                    | Loạt sút luân lưu                                                                                         |                                 |                           |  |
| Nguyễn Quang Hải (7) · Đặng Văn Tới (15) · Phạm Tuấn Hải (10) · Trần Đình Trọng (12) · Nguyễn Thành Chung (18) |                    | Lê Tiến Anh (19) · Nguyễn Văn Toản (5) · Trần Minh Chiến (3) · Dương Văn Hào (26) · Nguyễn Trọng Đại (15) |                                 |                           |  |

### Truyền hình trực tiếp
VCK U19 Quốc gia 2016 có 4 trận truyền hình trực tiếp gồm: trận khai mạc (16 giờ ngày 17/3), 2 trận bán kết (16 giờ ngày 24 và 25/3) và trận chung kết (16 giờ ngày 27/3). Có 8 đài truyền hình phát sóng gồm VTV6, HTV thể thao, VTC3, Bóng đá TV, SCTV15, Đài PT-TH Bình Dương, Đài PT-TH Khánh Hòa và kênh VPF YouTube Media.

## Tổng kết mùa giải
- Giải phong cách:
- Cầu thủ ghi nhiều bàn thắng nhất Vòng chung kết: Phạm Tuấn Hải (10- U19 Hà Nội T&T - 6 bàn)
- Cầu thủ xuất sắc nhất Vòng chung kết: Nguyễn Hoàng Đức (U19 Viettel)
- Thủ môn xuất sắc nhất Vòng chung kết: Đỗ Sỹ Huy (1- U19 Hà Nội T&T).